# الاجارف (السبرة)

تعديل مصدري - تعديل

الاجارف محلة تابعة لقرية عدن محلاق، التابعة لعزلة عينان بمديرية السبرة إحدى مديريات محافظة إب في الجمهورية اليمنية.، بلغ تعداد سكانها 75 حسب تعداد اليمن لعام 2004.